# KIR2DL4
KIR2DL4 (англ. Killer cell immunoglobulin like receptor, two Ig domains and long cytoplasmic tail 4) – білок, який кодується однойменним геном, розташованим у людей на короткому плечі 19-ї хромосоми. Довжина поліпептидного ланцюга білка становить 377 амінокислот, а молекулярна маса — 41 487.
| 10         |  | 20         |  | 30         |  | 40         |  | 50         |
| ---------- |  | ---------- |  | ---------- |  | ---------- |  | ---------- |
| MSMSPTVIIL |  | ACLGFFLDQS |  | VWAHVGGQDK |  | PFCSAWPSAV |  | VPQGGHVTLR |
| CHYRRGFNIF |  | TLYKKDGVPV |  | PELYNRIFWN |  | SFLISPVTPA |  | HAGTYRCRGF |
| HPHSPTEWSA |  | PSNPLVIMVT |  | GLYEKPSLTA |  | RPGPTVRAGE |  | NVTLSCSSQS |
| SFDIYHLSRE |  | GEAHELRLPA |  | VPSINGTFQA |  | DFPLGPATHG |  | ETYRCFGSFH |
| GSPYEWSDPS |  | DPLPVSVTGN |  | PSSSWPSPTE |  | PSFKTGIARH |  | LHAVIRYSVA |
| IILFTILPFF |  | LLHRWCSKKK |  | DAAVMNQEPA |  | GHRTVNREDS |  | DEQDPQEVTY |
| AQLDHCIFTQ |  | RKITGPSQRS |  | KRPSTDTSVC |  | IELPNAEPRA |  | LSPAHEHHSQ |
| ALMGSSRETT |  | ALSQTQLASS |  | NVPAAGI    |  |            |  |            |

A: Аланін

C: Цистеїн

D: Аспарагінова кислота

E: Глутамінова кислота

F: Фенілаланін

G: Гліцин

H: Гістидин

I: Ізолейцин

K: Лізин

L: Лейцин

M: Метіонін

N: Аспарагін

P: Пролін

Q: Глутамін

R: Аргінін

S: Серин

T: Треонін

V: Валін

W: Триптофан

Кодований геном білок за функцією належить до рецепторів. 
Задіяний у такому біологічному процесі, як альтернативний сплайсинг. 
Локалізований у клітинній мембрані, мембрані.